# Adalbert av Magdeburg
Adalbert av Magdeburg, född cirka 910 i Lorraine, död 20 juni 981 i Zscherben, var en tysk munk, som vigdes till biskop och på drottning Olgas begäran blev missionär till Ryssland. Han blev slutligen ärkebiskop av Magdeburg. Adalbert vördas som helgon inom Romersk-katolska kyrkan, med festdag den 20 juni.

### Webbkällor
- ”St. Adalbert”. Catholic Encyclopedia. New Advent. http://www.newadvent.org/cathen/01127b.htm. Läst 20 juni 2017.